# Constans (higo)
Constans es un cultivar de higuera de tipo higo común Ficus carica autofértil, bífera es decir de dos cosechas por temporada las brevas de primavera-verano, y los higos de verano-otoño, de higos con epidermis con color de fondo violeta oscuro grisáceo  y sobre color ausente. Su localización en Constans Lot Francia y en la colección de Figues du monde también en Francia.

## Sinonimia
- „sin sinónimo“ [5][6]

## Historia
Esta variedad de higuera ha sido localizada en Constans Lot departamento francés situado en la parte sur del país, desde el 1 de enero de 2016, perteneciente a la nueva región de Occitania Esta variedad es parte integrante de la colección de higueras de Figues du monde.

## Características
La higuera 'Crosne' es un árbol de tamaño mediano, con un porte semierecto, moderadamente vigoroso, muy fértil, hojas de 3 lóbulos que son las mayoritarias y menos de 5 lóbulos, con lóbulos anchos y con poca hendidura, es una variedad bífera de tipo higo común, de producción muy escasa de brevas y muy abundante de higos, siendo los primeros más gruesos y los siguientes más pequeños.
Las brevas son de un tamaño (30 a 50 gramos) mediano a grande con una producción escasa, o en algunos años nula. Los higos son pequeños (15 a 30 gramos), de forma esferoidal achatado en la zona central con un cuello casi inexistente, y pedúnculo de tamaño mediano, grueso y color verde rojizo. La epidermis de color de fondo violeta oscuro grisáceo con sobre color ausente. Ostiolo mediano. La carne (mesocarpio) tiene una anchura irregular y es de color rosa intenso; cavidad interna mediana; aquenios pequeños y escasos. La pulpa es de color rojo anaranjado.
Las brevas de producción escasa o nula, y los higos de producción muy abundante. El fruto de maduración prolongada todo el mes de septiembre, hasta inicios de  octubre. El sabor más potente es a fresa que se mezcla con el sabor del higo y lo convierte en un higo excepcional.

## El cultivo de la higuera
Los higos 'Crosne' son aptos para la siembra con protección en USDA Hardiness Zones 7 a más cálida, su USDA Hardiness Zones óptima es de la 8 a la 10. Producirá mucha fruta durante la temporada de crecimiento. El fruto de este cultivar es de tamaño mediano a pequeño y rico en aromas.
Se cultiva en Francia para higo fresco.